# ロシアの言語
すべてのロシアの言語（ロシアのげんご）のうち、最も広く話されているのはロシア語であり、国家レベルでは唯一の公用語である。そのほか、ロシアのさまざまな地域で公用語と見なされている35の言語がある。今日、ロシアでは100を超える少数言語が話されている。
ロシア憲法の新たな条文では、ロシア語を「国家を形成する国民の言語」と規定している。これは2020年にウラジーミル・プーチンが大統領令を出し、国民投票を経て、2020年7月4日に発効した。

## 歴史
1991年のソビエト連邦の解体後に生まれた多くの国々で、ロシア語はその支配的な地位を失った。しかしロシアではロシア語の優越が続いている。今日、ロシアの人口に占めるロシア人の割合は約80%だが、ロシアの公立学校の生徒の97%は、教育のほとんどあるいはすべてをロシア語で受けている。

## 公用語
ロシア語はロシアの唯一の連邦公用語だが、ロシア連邦のさまざまな構成要素内には他にもいくつかの公認言語が存在する。ロシア憲法第68条では、連邦構成主体のうち、共和国にのみロシア語以外の公用語化を認めている。正書法はキリル表記。以下はロシアの各共和国での公用語のリストであり、話者数は主に2010年あるいはそれ以後の国勢調査の数字による。
| 言語                   | 語族                                | 連邦構成主体                                          | ロシアでの話者数          | 出典          |
| ---------------------- | ----------------------------------- | ----------------------------------------------------- | ------------------------- | ------------- |
| アバザ語               | 北西コーカサス語族                  | カラチャイ・チェルケス共和国                          | 37,831 (2010-2014)        | [ 10 ]        |
| アディゲ語             | 北西コーカサス語族                  | アディゲ共和国                                        | 128,000 (2015)            | [ 12 ]        |
| アヴァル語             | 北東コーカサス語族                  | ダゲスタン共和国                                      | 800,000 (2010)            | [ 14 ]        |
| アルタイ語             | チュルク語族                        | アルタイ共和国                                        | 55,720 (2010)             | [ 15 ] [ 16 ] |
| バシキール語           | チュルク語族                        | バシコルトスタン共和国                                | 1,152,404 (2010)          | [ 18 ]        |
| ブリヤート語           | モンゴル語族                        | ブリヤート共和国                                      | 265,000 (2010)            | [ 20 ]        |
| チェチェン語           | 北東コーカサス語族                  | チェチェン共和国 ダゲスタン共和国                     | 1,354,705 (2010)          | [ 21 ]        |
| チュヴァシ語           | チュルク語族                        | チュヴァシ共和国                                      | 1,042,989 (2010)          | [ 22 ]        |
| クリミア・タタール語   | チュルク語族                        | クリミア共和国                                        | 308 (2010) 228,000 (2019) | [ 24 ]        |
| エルジャ語             | ウラル語族                          | モルドヴィア共和国                                    | 36,726 (2010)             | [ 25 ]        |
| イングーシ語           | 北東コーカサス語族                  | イングーシ共和国                                      | 305,868 (2010)            | [ 26 ]        |
| カバルド語             | 北西コーカサス語族                  | カバルダ・バルカル共和国 カラチャイ・チェルケス共和国 | 590,000 (2010)            | [ 10 ] [ 27 ] |
| カルムイク語           | モンゴル語族                        | カルムイク共和国                                      | 80,546 (2010)             | [ 28 ]        |
| カラチャイ・バルカル語 | チュルク語族                        | カバルダ・バルカル共和国 カラチャイ・チェルケス共和国 | 305,364 (2010)            | [ 10 ] [ 27 ] |
| ハカス語               | チュルク語族                        | ハカス共和国                                          | 43,000 (2010)             | [ 29 ]        |
| コミ語                 | ウラル語族                          | コミ共和国                                            | 160,000 (2010)            | [ 30 ]        |
| 山地マリ語, 牧地マリ語 | ウラル語族                          | マリ・エル共和国                                      | 470,000 (2012)            | [ 32 ]        |
| モクシャ語             | ウラル語族                          | モルドヴィア共和国                                    | 130,000 (2010)            | [ 25 ]        |
| ノガイ語               | チュルク語族                        | カラチャイ・チェルケス共和国 ダゲスタン共和国         | 87,119 (2010)             | [ 10 ]        |
| オセット語             | インド・ヨーロッパ語族 (イラン語群) | 北オセチア共和国                                      | 451,431 (2010)            | [ 33 ]        |
| タタール語             | チュルク語族                        | タタールスタン共和国                                  | 4,280,718 (2010)          | [ 34 ]        |
| トゥバ語               | チュルク語族                        | トゥヴァ共和国                                        | 280,000 (2010)            | [ 35 ]        |
| ウドムルト語           | ウラル語族                          | ウドムルト共和国                                      | 324,338 (2010)            | [ 36 ]        |
| ウクライナ語           | インド・ヨーロッパ語族 (スラヴ語派) | クリミア共和国                                        | 1,129,838 (2010)          | [ 24 ]        |
| サハ語                 | チュルク語族                        | サハ共和国                                            | 450,140 (2010)            | [ 37 ]        |

1. 1 2 3  2014年にロシアに併合; 国連加盟国の大半はウクライナの一部としている

ダゲスタン共和国憲法は、「ロシア語とダゲスタンの人々の言語（複数形）」を国語として定義しているが、それらの具体的な言語名は憲法には記載されていない。
これらの言語のうち14言語（ロシア語を含む）は、書記言語であり、したがって、それらは一般的にダゲスタンの公用語であると考えられている。ロシア語以外に以下の言語がある: アグール語、アヴァル語、アゼルバイジャン語、チェチェン語、ダルグワ語、クムク語、ラク語、レズギ語、ノガイ語、ルトゥル語、タバサラン語、ムスリム・タート語、ツァフル語。このうち、ロシア語、チェチェン語、ノガイ語以外の言語はダゲスタンのみでの公用語となっており、ロシアおよび他のロシアの共和国では公用語とされていない。「ダゲスタン共和国の言語に関する法律」の案では、32の言語がリストに含まれていたが、この法案法は成立しなかった。
カレリア共和国は、ロシア語だけを公用語とする唯一の共和国である。ただし、共和国には、カレリア語、ヴェプス語、フィンランド語の国家支援と保護に関する特別法がある。詳細は次節を参照。

## その他の公認されている言語
バシコルトスタン共和国の政府は少数民族の言語を保護および保護することを目的とした地域法として、国の言語に関する法律を制定している。この法律では一般的な原則として、言語の平等および権利の尊重を定めている。中央政府レベルの活動が主要言語に依存することを認める一方で、地方レベルではそれぞれの地域の言語を認めており、たとえば道路その他の標識や地名表示などについて、その地域の言語で行うことができとしている。マリ・エル共和国、タタールスタン共和国、ウドムルト共和国、ハカス共和国、チュクチ自治管区でも同様の法律が制定されている。
連邦法「ロシア連邦の国民の言語について」は、連邦構成主体に対して、少数民族の居住地域に限定した追加公用語の制定を認めている。この法律の下で、次の15の言語が、それぞれの地域でなんらかの優遇措置を受けている。
- ブリヤート語：アガ・ブリヤート自治管区
- チュクチ語：サハ共和国
- ドルガン語：サハ共和国
- エヴェン語：サハ共和国
- エヴェンキ語：サハ共和国
- フィンランド語：カレリア共和国
- カレリア語：カレリア共和国
- カザフ語：アルタイ共和国
- ハンティ語：ハンティ・マンシ自治管区・ユグラとヤマロネネツ自治管区
- コミ・ペルミャク語：コミ・ペルミャク管区
- マンシ語：ハンティ・マンシ自治管区・ユグラ
- ネネツ語：ハンティ・マンシ自治管区・ユグラ、ネネツ自治管区、ヤマロ・ネネツ自治管区
- セリクプ語：ヤマロ・ネネツ自治管区
- ヴェプス語：カレリア共和国
- ユカギール語：サハ共和国

## 移住者の言語
旧ソ連共和国（特にコーカサスと中央アジア）からロシアへの大量移住の結果として、様々な非先住民言語を使う移住労働者が存在する。たとえば、2014年には240万人のウズベク国民と120万人のタジク国民がロシアにいた。
移民労働者の数と比較すると、それらの母国と同じ民族的背景のロシア国民ははるかに少数である（2010年全ロシア国勢調査から、単位千人）：
| アルメニア語       | 830 |
| アゼルバイジャン語 | 515 |
| カザフ語           | 472 |
| ウズベク語         | 245 |
| キルギス語         | 247 |
| タジク語           | 177 |
| グルジア語         | 102 |
| ルーマニア語       | 90  |

## ロシアの危機に瀕する言語
ロシアには多くの危機に瀕する言語がある。いくつかは絶滅の危機に瀕していると見なされており、ロシアにおける危機に瀕する言語の一覧に掲載されている。掲載言語の一部は、直近の調査後に絶滅した可能性もある。一方、一部の言語は、話者が少数であっても存続する可能性がある。
エスノローグの情報が1959年の国勢調査結果に基づいているセルビア語のように、疑わしいデータしかない言語もある。

### 絶滅の危機に瀕している言語
以下のほとんどの数値は、マイケル・クラウス (1995)によるものである。この中には、調査以降にすでに絶滅した言語が含まれているかもしれない。1997年にケレク語とユグ語は絶滅した。
- アイヌ語（1994年にロシアで絶滅。日本では残る）
- アレウト語（ロシアでは45人）
- エネツ語（70人）
- イングリア語
- メードヌイ・アレウト語 （2021年に絶滅）（アレウト語とロシア語の混合言語）
- ネギダール語
- ウィルタ語（30–82人）
- アッカラ・サーミ語（2003年に絶滅）
- テル・サーミ語（2人）
- トファ語（25–30人）
- ウデヘ語（100人）
- ヴォート語語（8人、60人の非ネイティブ）
- ツンドラ・ユカギール語（30–150人）
- コリマ・ユカギール語（10–50人）
- ユピック語

## 外国語
レバダセンターが2005年から2008年に行ったさまざまな調査によると、ロシア人の15%が外国語知識を有している。以下は1つ以上の外国語知識を持つとの回答者の内訳である。
| 英語                                  | 80% |
| ドイツ語                              | 16% |
| フランス語                            | 4%  |
| トルコ語                              | 2%  |
| その他                                | 9%  |
| 2006年11月調査。15-29歳の1775人の回答 |     |

| 英語                                         | 44% |
| ドイツ語                                     | 15% |
| ウクライナ語、ベラルーシ語、その他のスラブ語 | 19% |
| 他のヨーロッパの言語                         | 10% |
| その他すべて                                 | 29% |
| 2005年1月調査。全年齢の2100人の回答          |     |

外国語の知識は、若中年層では目立って高い。少なくとも1言語について、18-24歳の38%は「辞書があれば翻訳」でき、11%は自由に読んだり話したりできる。25-39歳の場合、これらの数値はそれぞれ26%と4%となっている。
外国語知識の有無は社会集団によって異なる。人口10万人以上の大都市で最も高く（15-18%）、モスクワでは35%まで上昇する。高等教育を受け、経済的および社会的地位の高い層が、外国語知識でも最も高くなると予想される。
2014年4月のレバダセンターによる新しい調査の結果は以下の通り。
| 英語                                  | 11%  |
| ドイツ語                              | 2%   |
| スペイン語                            | 2%   |
| ウクライナ語                          | 1%   |
| フランス語                            | < 1% |
| 中国語                                | < 1% |
| その他                                | 2%   |
| 外国語を話せるが自由にとは言えない    | 13%  |
| 外国語は一切話せない                  | 70%  |
| 2014年4月調査。18歳以上の1602人の回答 |      |

年齢と社会的プロファイリングは同様であり、外国語の知識は、高等教育と高い社会的地位を持ち、大都市に住む若中年層で目立って高い。
18世紀と19世紀には、フランス語が上流階級のロシア人の間での共通言語だった。これはピョートル大帝による欧州志向に由来し、フランス革命後に加速した。しかしナポレオン戦争でフランスと戦った後、ロシアはフランスへの傾倒を弱めた。

## 言語教育
ロシア教育科学省は毎年、学校で使用されている言語に関する統計を公開している。
2014/2015年度の情報では、1370万人のロシアの学生生徒のうちの圧倒的多数、1310万人（96%）がロシア語で教育を受けていた。約160万人、つまり12%の学生生徒が、（ロシア語以外の）母国語を学校科目として学んでいた。そのなかで比較的多いのはタタール語、チェチェン語、チュヴァシ語で、それぞれ347,000人、253,000人、107,000人の学生生徒が存在した。
2013/2014年に外国語を学んだ学生数（単位千人）：
| 英語       | 11,194.2 |
| ドイツ語   | 1,070.5  |
| フランス語 | 297.8    |
| スペイン語 | 20.1     |
| 中国語     | 14.9     |
| アラビア語 | 3.4      |
| イタリア語 | 2.9      |
| その他     | 21.7     |

## 関連書籍
- Offord, Derek, Lara Ryazanova-Clarke, Vladislav Rjéoutski, and Gesine Argent. French and Russian in Imperial Russia: Language Use among the Russian Elite. Edinburgh University Press, 2015. Available at JSTOR.